# Iara de Mureș, Mureș
Iara de Mureș este un sat în comuna Gornești din județul Mureș, Transilvania, România.